# Viện phương Tây

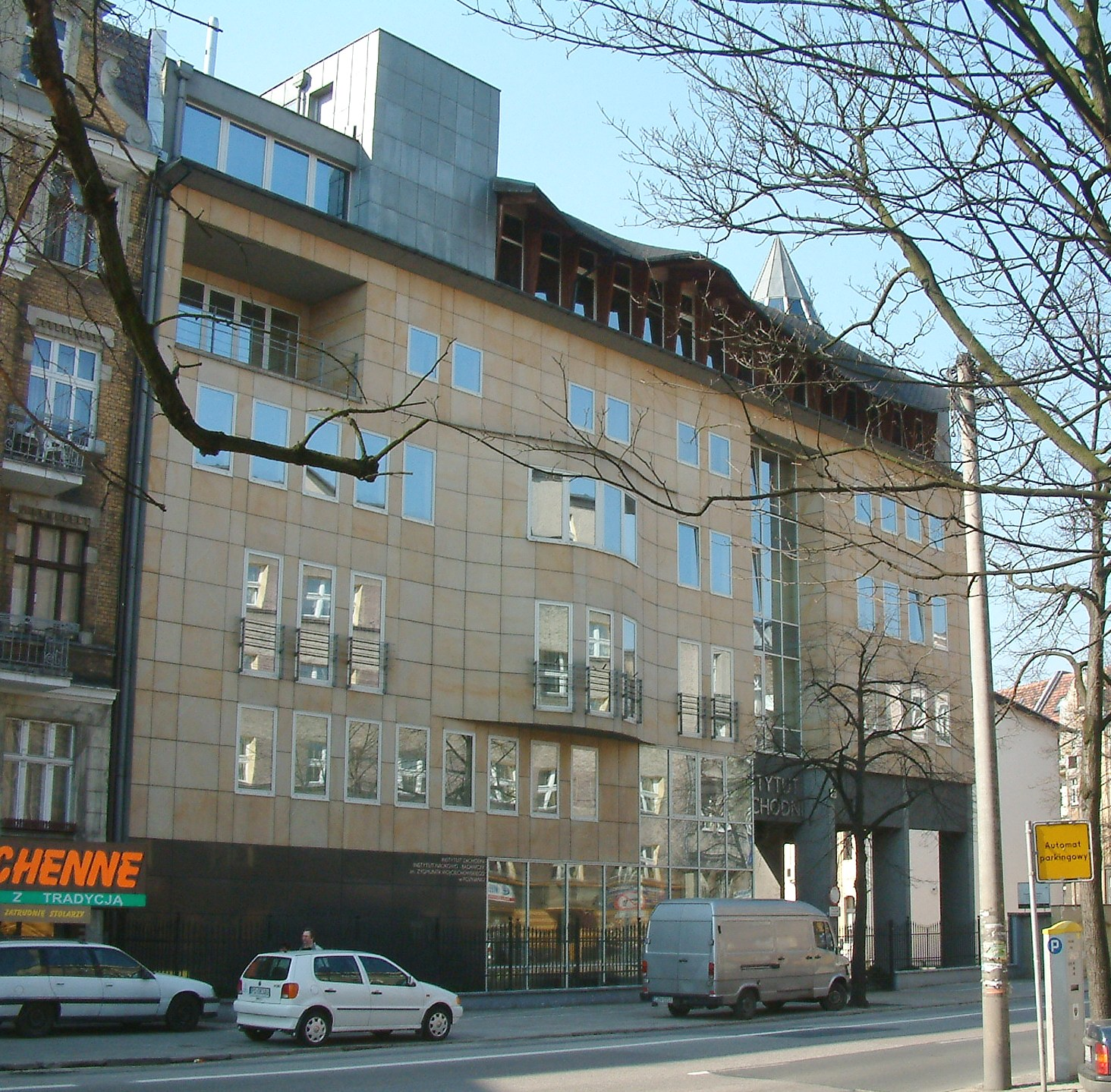
Trụ sở của Viện phương Tây

Viện phương Tây ở Poznań (tiếng Ba Lan: Instytut Zachodni, German West-Instut, tiếng Pháp: L'Institut Occidental) là một tổ chức nghiên cứu khoa học tập trung vào các tỉnh miền Tây của Ba Lan - Kresy Zachodnie (bao gồm Greater Poland, Silesia, Pomerania), lịch sử, kinh tế và chính trị của Đức, và quan hệ Ba Lan-Đức trong lịch sử và ngày nay.
Được thành lập bởi giáo sư Zygmunt Wojciechowski vào năm 1944 tại Warsaw, kể từ năm 1945 có trụ sở tại Poznań. Viện có các chi nhánh ở Warsaw (1945-53), Wrocław (1948-49) và các bài viết khoa học ở Kraków và Olsztyn.
Tên đầy đủ của viện: Instytut Zachodni. Instytut Naukowo-Badawczy im. Zygmunta Wojciechowskiego w Poznaniu

## Lịch sử
Viện phương Tây được thành lập vào năm 1944 và trở thành lá cờ đầu trong nghiên cứu về phương Tây của Ba Lan.

## Sứ mệnh
Nhiệm vụ của Viện là thực hiện các dự án nghiên cứu trong các lĩnh vực khoa học chính trị, xã hội học, lịch sử, kinh tế và luật pháp - đặc biệt tập trung vào các vấn đề Ba Lan-Đức cũng như chính trị châu Âu. Nó được thành lập bởi một nhóm giáo sư Đại học Poznań vào năm 1944, và kết hợp với Bộ Ngoại giao Ba Lan vào năm 1992 

## Khen ngợi
Giáo sư Władysław Bartoszewski, người Ba Lan sống sót ở Auschwitz, và nhân vật nổi tiếng của hòa giải giữa người Ba Lan - người Do Thái và người Ba Lan- người Đức ca ngợi công việc của viện:
- Tôi thường sử dụng tài liệu lưu trữ của Viện phương Tây, khi viết các tác phẩm của mình về khủng bố của Đức quốc xã. Chúng đáng tin cậy để nghiên cứu về sự tàn bạo của Đức quốc xã. Sê-ri "Tài liệu chiếm đóng" - một bộ tài liệu gốc liên quan đến chính sách của Đức ở Ba Lan bị chiếm đóng là một tài liệu kinh điển. Nhiều học giả người Mỹ, Israel và Đức sử dụng chúng cho đến ngày nay mà không cần đặt trước. Chúng là một phần của văn học học thuật và đây là đóng góp lớn nhất của Viện trong những năm đầu tồn tại [3]

## Sự chỉ trích
Công việc của Viện được thực hiện trong khi Ba Lan là một quốc gia cộng sản đã bị nhà sử học người Mỹ gốc Đức Richard Blanke chỉ trích là có khuynh hướng chống Đức  Những chỉ trích khác về công việc từ thời kỳ này đã bao gồm các cáo buộc tuyên truyền và sự mờ nhạt mà Viện đã sản xuất "một số công trình tốt về khoa học chính trị và hệ thống pháp lý" 
Nhà sử học người Đức Gregor Thum đã viết rằng: tiền đề của khái niệm nghiên cứu ở Viện phương Tây trong những thập kỷ đầu tiên là ý tưởng về sự đối kháng vĩnh cửu giữa người Đức và người Ba Lan và do đó, nghiên cứu của Viện, giống như đối tác Đức của họ, Ostforschung, dựa trên các mục tiêu chính trị rõ ràng, sự hỗ trợ tích cực của các yêu sách lãnh thổ từ nhà nước và phân phối kết quả nghiên cứu bởi khoa học đại chúng.
Sau khi chủ nghĩa cộng sản sụp đổ, Viện là một trong những tổ chức hàng đầu về học bổng và hợp tác chung giữa Ba Lan và Đức.

## Giám đốc
- 1945-1955 - giáo sư Zygmunt Wojciechowski
- 1956-1958 - giáo sư Kazimierz Piwarski
- 1959-1961 - giáo sư Gerard Labuda
- 1961-1964 - giáo sư Michał Sczaniecki
- 1964-1965 - giáo sư Zdzisław Kaczmarchot
- 1966-1973 - giáo sư Władysław Markiewicz
- 1974-1978 - giáo sư Lech Trzeciakowski
- 1978-1990 - giáo sư Antoni Czubiński
- 1990-2004 - giáo sư Anna Wolff-Powęska
- từ năm 2004 - giáo sư Andrzej Sakson

## Ấn phẩm chính
- Tạp chí phương Tây (Przegląd Zachodni) [7]
- Vụ Tây Ba Lan
- La Pologne et les Affaires Occidentales